# 汪洋荡
汪洋荡是一个位于中国江苏省昆山市的湖泊，面积约为3.493平方千米。其中属上海市青浦区0.213平方公里。